# Gustaf Retzius
Magnus Gustaf Retzius (Estocolmo, 17 de octubre de 1842 - 21 de julio de 1919) fue un botánico, médico, y anatomista sueco, que dedicó gran parte de su vida a la investigación de la histología de los órganos de los sentidos y sistema nervioso.

## Biografía
Nacido en Estocolmo, hijo del anatomista Anders Retzius (y nieto del naturalista y químico Anders Jahan Retzius). Estudió en la Universidad de Upsala en 1860, y recibió su grado medicine kandidat en 1866, transferido al Instituto Karolinska (KI), donde fue licenciado en medicina en 1869 y completó su doctorado en medicina (Ph.D.) en 1871 por la Universidad de Lund. Y recibió un profesorado extraordinario en histología en la KI en 1877 y otro ordinario en anatomía allí en 1889 (actuando desde 1888), y lo resignó en 1890 tras conflictos con otros miembros del instituto; su matrimonio adinerado de hecho le permitió seguir su investigación y escritura sin empleo.
Publicó más de 300 trabajos científicos en anatomía, embriología, eugenesia, craneometría, zoología y botánica. Dio su nombre a las células Retzius 60 micrómetros de diámetro en el sistema nervioso central de la sanguijuela ( Hirudo medicinalis ). Sin embargo, también hay un lado más oscuro de su carrera científica: Gustaf Retzius es uno de los padres de la teoría racial pseudocientífica, "racismo científico", y uno de los que trató de glorificar a la "raza nórdica" como la más alta raza de la humanidad. También fue un periodista y editor del periódico Aftonbladet (1884-87). Retzius estaba casado con la feminista Anna Hierta, la hija del fundador de Aftonbladet Lars Johan Hierta.
Fue política y socialmente activo. Junto con su esposa fundó la Fundación Hierta-Retzius, que hoy la administra la Real Academia Sueca de Ciencias, que Retzius era miembro desde 1879. La fundación cuenta con dos fondos, uno para promoción de la investigación biológica y la otra para el apoyo a proyectos de importante carácter científico o social.

## Obras principales
- En 1896 su libro de dos volúmenes Das Menschenhirn (El Cerebro Humano) fue, tal vez, el más importante tratado sobre Anatomía del cerebro humano durante el s. XIX.
- Några dikter af Robert Burns, traducido del inglés, Klemming anticuario, Estocolmo, 1872.
- Hvad har studiet af menniskorasernas hufvudskålsbildning hittills uträttat och hvad torde vi närmast hafva att vänta af denna forskning., Estocolmo, 1874
- Alphonse Bertillons antropometriska metod att identifiera brottslingar. Estocolmo, 1893 (jfr frenología)
- Blick på den fysiska antropologiens historia, Ymer, 1896, s. 221.
- Necrológica YMER, sobre Hjalmar Stolpe, 1905.[1]
- Om de af Svenska sällskapet för antropologi och geografi föranstaltade antropologiska undersökningarna öfver svenska värnpliktige, Ymer, 1899, p. 405.
- Om den germanska ras-typen: föredrag vid nedläggandet af präsidiet i K. vetenskapsakademien 1901, Estocolmo, 1901
- The so-called North European race of mankind : a review of and view on the development of some anthropological questions, Londres, 1909
- Wächst noch die Grösse des menschlichen Gehirns infolge der Einwirkung der "Kultur"? ("¿Crece el tamaño del cerebro humano como consecuencia del impacto de la cultura?") Stuttgart, 1914
- Biografiska anteckningar och minnen (póstumo) Upsala, 1933

## Reconocimientos
- 1901: miembro de la Academia Sueca.